# پاپیولر مکانیکس
پاپیولر مکانیکس (به انگلیسی: Popular Mechanics) مجله‌ای آمریکایی است که برای اولین بار در ۱۱ ژانویهٔ ۱۹۰۲ توسط اچ. اچ. ویندسور منتشر گردید و از سال ۱۹۵۸ تحت مالکیت شرکت هیرست قرار دارد.